# Synoptische Meteorologie
Die synoptische Meteorologie ist ein Teilgebiet der Meteorologie (Synopse bedeutet so viel wie „Gesamtschau, Zusammenschau“), das sich mit der Untersuchung des Wetters und seinen Änderungen, seiner Darstellung sowie seiner Vorhersage beschäftigt.
Um diese „Zusammenschau“ zu ermöglichen, ist ein System aus Beobachtungsstationen nötig, die gleichzeitig Wetterbeobachtungen nach einem einheitlichen Verfahren durchführen. Die für die Hauptbeobachtungen vorgesehenen Termine sind weltweit einheitlich: 00, 06, 12 und 18 Uhr UTC. Die von den Stationen gemessenen Parameter sind u. a.:
- Luftdruck
- Luftdruckänderung während der letzten drei Stunden
- Lufttemperatur
- Windrichtung
- Windgeschwindigkeit
- Taupunkt
- Wolkenart
- Höhe der Wolkenuntergrenze
- Bedeckungsgrad
- Sichtweite
- Niederschlagsmenge und
- Niederschlagsart.

Die Stationen unterscheidet man nach:
- Bodenbeobachtungsstationen (weltweit ca. 10.500), die Daten von der Erdoberfläche sammeln
- aerologischen Beobachtungsstationen (weltweit ca. 1.000), die Daten aus bis zu 30 km Höhe für die dreidimensionale Betrachtung des Wetters liefern.
- Zudem werden Daten von mobilen Messstationen wie Schiffen, Bojen oder Flugzeugen gesammelt.

Zusätzliche Datenquellen sind Wettersatelliten und Fernerkundungssysteme (wie Wetterradar, Blitzortungssysteme, LIDAR, SODAR).
Mit Hilfe von Computern können sämtliche Daten zielgruppengerecht aufbereitet und visualisiert werden.
Die gesammelten Daten, also der Wetterzustand zu einem gegebenen Zeitpunkt, werden in Wetterkarten eingetragen. In z. B. der Bodenwetterkarte werden dann Linien jeweils gleichen Druckes (Isobaren) und Fronten eingezeichnet, evtl. auch Linien jeweils gleicher Druckänderung (Isallobaren). Mit Hilfe der in Wetterkarten eingetragenen Daten werden die Wetterverhältnisse analysiert und Wettervorhersagen erstellt. Zusätzlich werden die gesammelten Daten von den numerischen Vorhersagemodellen als Ausgangszustand verwendet.